# يمين راديكالي (الولايات المتحدة)

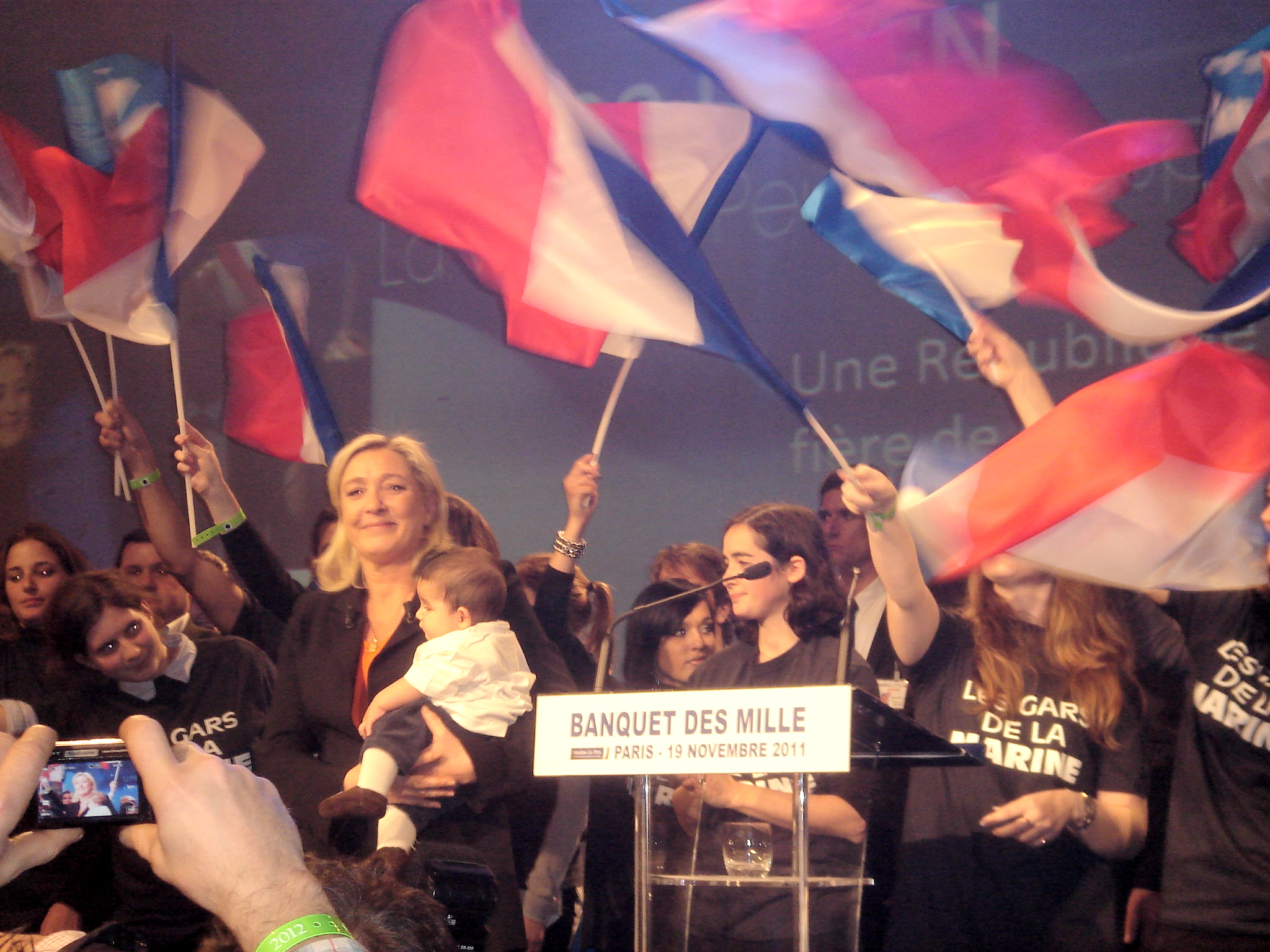

في سياسة الولايات المتحدة، اليمين الراديكالي هو تفضيل سياسي يميل صوب السياسة المحافظة المتطرفة ومناهضة الاشتراكية ومعتقدات يمينية أخرى في البنية الهرمية. استخدم علماء الاجتماع هذا المصطلح للمرة الأولى في خمسينيات القرن العشرين فيما يتعلق بالمجموعات الصغيرة كجمعية جون بيرتش في الولايات المتحدة ومنذ ذلك الحين طُبّق على مجموعات مماثلة في جميع أنحاء العالم.
طُبق مصطلح «الراديكالي» على المجموعات لأنها تسعى لإحداث تغييرات جوهرية (وبالتالي «راديكالية») داخل المؤسسات وإلى إبعاد الأشخاص والمؤسسات السياسية التي تهدد قيمها أو مصالحها الاقتصادية عن الحياة السياسية. أُطلق عليهم اسم «الجناح اليميني» بصورة رئيسية بسبب معارضتهم للاشتراكية والشيوعية والماركسية والأناركية والديمقراطية الاشتراكية والتقدمية والليبرالية وتوجهاتهم المحافظة المتشددة أو الرجعية التي تحد من إمكانية الوصول الجديد إلى السلطة والمنصب.

## اصطلاحًا
يوجد خلاف حول وصف الحركات اليمينية، ولا يوجد توافق في الآراء بشأن المصطلحات المناسبة، رغم أن المصطلحات التي وُضعت في خمسينيات القرن العشرين، باستخدام عبارة «الراديكالية» أو «المتطرفة» تُعد الأكثر شيوعًا. يفضل باحثون آخرون ببساطة تسميتهم «اليمين» أو «المحافظين»، وهو ما يسمون أنفسهم به. استُخدمت المصطلحات لوصف مجموعة كبيرة من الحركات. صاغ سيمور مارتن ليبست مصطلح «اليمين الراديكالي» وأدرجه في كتاب بعنوان اليمين الأمريكي الجديد، والذي نُشر في عام 1955. حدد المساهمون في هذا الكتاب «يمينًا مسؤولًا» محافظًا ممَثلًا بإدارة دوايت أيزنهاور الجمهورية ويمينًا راديكاليًا متطلعًا لتغيير الحياة السياسية والاجتماعية. حددوا أيضًا «اليمين الأقصى» علاوة على يمين اليمين الراديكالي. تعمل معظم جماعات اليمين الأقصى بعيدًا عن الحياة السياسية، وتدعو إلى تغيير جذري، وتلجأ إلى العنف ضد الدولة في الحالات القصوى. اعتُبرت هذه الجماعات متطورة من اليمين الراديكالي، سواء بتبني إيديولوجية له أو باحتواء أعضاء مستَمدين منه. في اليمين الراديكالي، يُفصل بين القسم الرئيسي من اليمين الراديكالي الذي تطور في خمسينيات القرن العشرين وكان بإمكانه كسب النفوذ أثناء إدارة ريغان وما يتصل به من اليمين الأقصى الذي لجأ إلى أعمال العنف بما في ذلك تفجير أوكلاهوما.
عادة ما تسمى مجموعات اليمين الأقصى بـ «اليمين المتطرف»، كما ينص تعريف اليمين الراديكالي، على الرغم من أنها قد تسمى أيضًا «اليمين الراديكالي».
وفقًا لكلايف ويب، «عادة ما يُستخدم اليمين الراديكالي، وليس كليًا، لوصف منظمات مناهضة للشيوعية كالمسيحية الصليبية وجمعية جون بيرتش… بينما يستخدم الباحثون تسمية «اليمين المتطرف»... لوصف المتعصبين البيض المسلحين».

## الآراء النظرية
بدأت دراسة اليمين الراديكالي في خمسينيات القرن العشرين عندما حاول علماء الاجتماع تفسير المكارثية، التي اعتُبرت انحرافًا عن التقاليد السياسية الأميركية. طور ريتشارد هوفستاتر إطار الوصف بصورة رئيسية في مقالة «الثورة المحافظة الزائفة» وسيمور مارتن ليبست في مقالة «مصادر اليمين الراديكالي». أُدرجت المقالتين، إلى جانب مقالات أخرى كتبها دانييل بيل وتالكوت بارسونز وبيتر فيريك وهيربرت هايمن، في كتاب اليمين الأمريكي الجديد (1955). في عام 1963، وفي أعقاب ظهور جمعية جون بيرتش، طُلب من المؤلفين إعادة النظر في مقالاتهم السابقة، ونُشرت المقالات المنقحة في كتاب اليمين الراديكالي. تتبع ليبست وإيرل راب تاريخ اليمين الراديكالي في كتاب سياسات اللامعقول (1970).
أثارت الحجج المركزية التي ساقها اليمين الراديكالي انتقادات شديدة. ظن بعض اليمينيين أنه يمكن تفسير المكارثية بأنها رد فعل عقلانية للشيوعية. رأى آخرون أنه ينبغي تفسير المكارثية على أنها جزء من الاستراتيجية السياسية للحزب الجمهوري. نفى المنتقدون اليساريون إمكانية تفسير المكارثية على أنها حركة جماعية، ورفضوا مقارنتها بشعبوية القرن التاسع عشر. رأى آخرون أن سياسات الوضع ونزع الملكية والتفسيرات الأخرى غامضة للغاية.

### سياسات نمط الارتياب
اتبع علماء الاجتماع نهجين مختلفين. كتب المؤرخ ريتشارد هوفستاتر تحليلًا في مقاله المؤثر بعنوان «نمط الارتياب في السياسة الأميركية» في عام 1964. سعى هوفستاتر إلى تحديد خصائص الجماعات. وصف هوفستاتر الأفراد المصابين بالارتياب السياسي بأنهم يشعرون بالاضطهاد، خشية التآمر والتصرف على نحو أكثر عدوانية ولكنهم اجتماعيون. زعم هوفستاتر وغيره من الباحثين في خمسينيات القرن العشرين أن الحركة اليسارية الرئيسية في تسعينيات القرن التاسع عشر، أي الشعبويين، أظهرت أن ما قاله هوفستاتر كان «أوهام ارتياب من مكائد سلطة المال».
طبق المؤرخون فئة الارتياب على الحركات السياسية الأخرى، مثل حزب الاتحاد الدستوري المحافظ في عام 1860. طُبق نهج هوفستاتر فيما بعد على نشوء جماعات يمينية جديدة، بما في ذلك اليمين المسيحي وحركة باتريوت.

### فوز ترامب
كان النجاح السياسي الذي حققه دونالد ترامب سببًا في دفع المؤرخ الأميركي ريك بيرلشتين إلى الزعم بأن المؤرخين استخفوا بنفوذ وقوة اليمين السياسي الأميركي الحديث كالحركات الشعبوية والأهلانية والاستبدادية الجماعية، والحركات اليمينية ذات الفكر التآمري كالفيلق الأسود والجبهة المسيحية لمؤسسها تشارلز كافلين وتكهنات «بلد المولد»، وبالغوا في تقدير التأثير الليبرتاري لحكومة ويليام فرانك باكلي المحدودة، والمحافظة الفكرية للتجارة الحرة والسوق الحر أو نظرة رونالد ريغان المتفائلة والمؤيدة للهجرة.

## البنية الاجتماعية
ركز عالما الاجتماع ليبست وراب على تحديد هوية المنضمين لهذه الحركات وكيفية تطورهم. رأوا أن عملية تطور جماعات اليمين الراديكالي تحدث على ثلاث مراحل. في المرحلة الأولى، تتعرض مجموعات معينة لضغوط ناجمة عن فقدان السلطة و/أو التهديد بفقدان المنصب. في المرحلة الثانية، يضعون النظريات حول الأمور التي أسفرت عن حدوث التهديد. في المرحلة الثالثة، يحددون الأشخاص والمجموعات المسؤولة الذين يرون أنهم مسؤولون عن ذلك. من شأن أي جماعة يمينية راديكالية ناجحة الجمع بين مخاوف الصفوة والجماهير. مثلًا، هددت الهجرة الأوروبية الصفوة لأن المهاجرين جلبوا الاشتراكية والراديكالية، في حين رأى الجمهور أن التهديد جاء من الكاثوليكية. تتلخص العناصر الرئيسية هنا في تدني مستوى ضبط النفس على المستوى الديمقراطي، إذ كانت حصتها في الماضي أكبر من حصة الاقتصاد واقتصاد عدم التدخل الحالي. ينصب التركيز على الحفاظ على المركز الاجتماعي لا الاقتصادي. يُعد السكان الرئيسيون المُستقطَبون الطبقات الأدنى تعليمًا ودخلًا ومهنية. كان يُنظر لهم على أنهم أقل التزامًا بالديمقراطية، بل وأن ولاءهم للجماعات والمؤسسات والأنظمة.
يرفض بعض الباحثين تحليل ليبست وراب. مثلًا، يقول جيمس آهو إن الطريقة التي ينضم بها الأفراد إلى جماعات اليمين لا تختلف عن كيفية انضمامهم إلى أنواع أخرى من الجماعات. إذ يتأثرون بمسؤولي التعيين وينضمون لاعتقادهم بأن الأهداف التي تروج لها المجموعة ذات قيمة بالنسبة لهم ويجدون قيمة شخصية في الانتماء إلى المجموعة. يرفض العديد من الباحثين، بما في ذلك سارا دايموند وتشيب بيرليت، النظرية القائلة إن العضوية في اليمين الراديكالي مدفوعة بالعاطفة واللاعقلانية ويرون هذه العضوية شبيهة بالحركات السياسية الأخرى. يرى جون جورج وليرد ويلكوكس أن المزاعم النفسية في نهج ليبست وراب «تجريد من الإنسانية» لأعضاء اليمين الراديكالي. يزعمون أن الوصف ذاته لأعضاء اليمين الراديكالي ينطبق أيضًا على العديد من الأشخاص ضمن التيار السياسي الرئيسي.